# Douglas Day Stewart

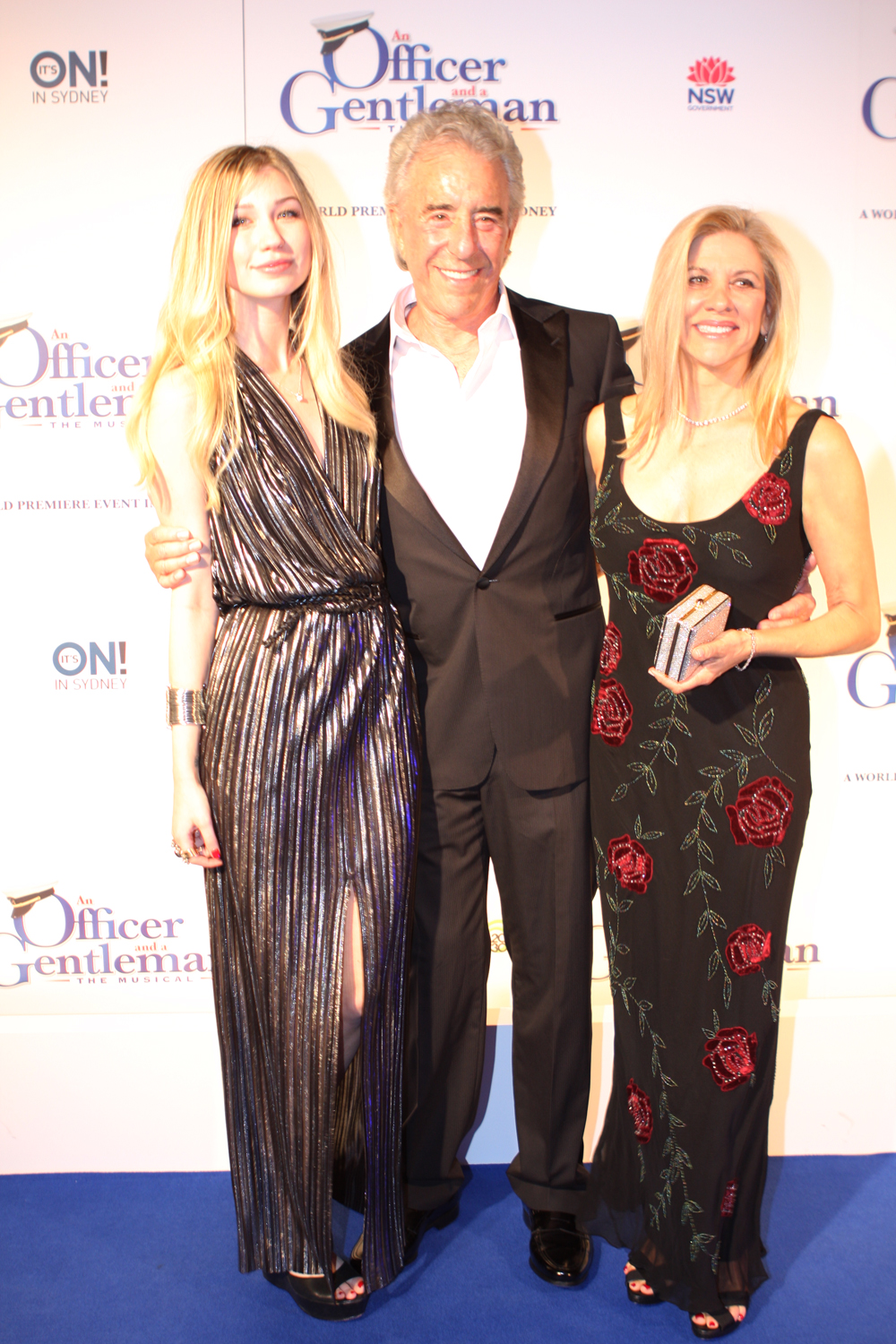
Douglas Day Stewart mit Frau und Tochter bei einer Premiere in Sydney (2012)

Douglas Day Stewart (* Januar 1940) ist ein US-amerikanischer Drehbuchautor, Filmproduzent und Filmregisseur.

## Leben
Douglas Day Stewart trat 1962 der United States Navy als bei und schaffte es nach drei Jahren Dienstzeit, in denen er auch im Vietnamkrieg eingesetzt wurde, zum Officer Of the Deck . Nach seinem Studium an der University of Southern California, schrieb Stewart erstmals 1971 für die Fernsehserie ein Drehbuch für eine Episode. Stewart adaptierte auch den Roman The Blue Lagoon zu dem Liebesfilm Die blaue Lagune, bevor er seine eigene Zeit bei der Navy zu dem Film Ein Offizier und Gentleman verarbeitete. Das Liebesdrama mit Richard Gere und Debra Winger in den Hauptrollen war sein bisher größter Erfolg. Er wurde 1983 mit einer Oscarnominierung für das Beste Originaldrehbuch bedacht.

## Filmografie (Auswahl)
- 1971–1972: Room 222 (Fernsehserie, 4 Episoden)
- 1972: Bonanza (Fernsehserie, 1 Episode)
- 1973: The Man Who Could Talk to Kids
- 1974: Murder or Mercy
- 1976: The Boy in the Plastic Bubble
- 1980: Die blaue Lagune (The Blue Lagoon)
- 1982: Ein Offizier und Gentleman (An Officer and a Gentleman)
- 1984: Nachts werden Träume wahr (Thief of Hearts)
- 1989: Die große Herausforderung (Listen to Me)
- 1995: Der scharlachrote Buchstabe (The Scarlet Letter)

## Auszeichnungen (Auswahl)
Oscar
- 1983: Nominierung für das Beste Originaldrehbuch mit Ein Offizier und Gentleman

Goldene Himbeere
- 1996: Nominierung für das Schlechteste Drehbuch mit Der scharlachrote Buchstabe